# Вйонське-Пяскі
Вйонське-Пяскі (пол. Wiąskie Piaski) — село в Польщі, у гміні Драгач Свецького повіту Куявсько-Поморського воєводства.
У 1975-1998 роках село належало до Бидгощського воєводства.